# تشارلز جوردن (مغني)
تشارلز جوردن هو مغني ومغني أوبرا كندي، ولد في 3 أبريل 1915، وتوفي في 27 يونيو 1986 في تورونتو في كندا.